# Supremo Tribunal Federal de Brasil
El Supremo Tribunal Federal (STF) es el más alto tribunal del Poder Judicial de Brasil y posee las atribuciones propias de una Corte Suprema y de un Tribunal Constitucional. Su función institucional es servir de guardián de la Constitución Federal, resolviendo casos que implican lesión o amenaza a esta última. En la jerga jurídica, el STF es llamado también Pretorio Excelso.
El Supremo Tribunal Federal es de vital importancia dentro del sistema brasileño, pues le corresponde decidir las acciones que versen sobre la constitucionalidad de las normas. Además, le compete resolver las acciones penales, en delitos comunes, contra el jefe del Ejecutivo federal.

## Ministros del Supremo Tribunal Federal

### El cargo
Los miembros del Supremo Tribunal Federal, denominados "Ministros" son nombrados por el Presidente de la República. El cargo no tiene mandato fijo: a menos que el ministro renuncie, estará en él hasta su jubilación, es decir, cuando cumpla los 75 años de edad.
La remuneración de Ministro del Supremo Tribunal Federal es el más alto del poder público, y sirve de parámetro para establecer el techo de la remuneración de los funcionarios públicos.
Los ministros del Supremo Tribunal Federal, al igual que el presidente de la República, el vicepresidente, los ministros de Estado, el procurador general de la República y el abogado general de la Unión, pueden ser sujetos de procesos y de juzgamientos por delitos funcionarios. Compete al Senado Federal procesarlos y juzgarlos en estos casos. Sin embargo, hasta ahora no ha habido casos donde el Senado Federal haya procesado a un ministro del STF por delito funcionario.
El número de miembros ha variado a lo largo de la historia. La constitución de 1891 señalaba que estaría compuesto por 15 miembros. Durante el gobierno de Getúlio Vargas su número se redujo a 11. Posteriormente, en 1965, se aumentó a 16, pero se volvió a reducir a 11 en 1969. Dicho número no ha variado desde entonces.

### Actuales ministros
El STF cuenta con los siguientes ministros:
- Ministro Gilmar Mendes (indicado por Fernando Henrique Cardoso)
- Ministra Cármen Lúcia Antunes Rocha (indicada por Luiz Inácio Lula da Silva)
- Ministro José Antonio Dias Toffoli (indicado por Luiz Inácio Lula da Silva)
- Ministro Luiz Fux (indicado por Dilma Vana Rousseff)
- Ministro Luís Roberto Barroso - Presidente del STF (indicado por Dilma Vana Rousseff)
- Ministro Luiz Edson Fachin - Vicepresidente del STF (indicado por Dilma Vana Rousseff)
- Ministro Alexandre de Moraes (indicado por Michel Temer)
- Ministro Nunes Marques (indicado por Jair Bolsonaro)
- Ministro André Mendonça (indicado por Jair Bolsonaro)
- Ministro Cristiano Zanin (indicado por Luiz Inácio Lula da Silva)
- Ministro Flávio Dino (indicado por Luiz Inácio Lula da Silva)

## Historia
Este Tribunal se originó con la llegada de la Casa Real portuguesa al Brasil, a consecuencia de la invasión del Reino por las tropas de Napoleón. No pudiendo continuar sus labores la Casa de Suplicação (el tribunal de apelaciones) de Lisboa, el Príncipe Regente D. Juan VI decidió transformar la Relação do Rio de Janeiro en la Casa de Suplicação del Brasil. 
Después de la Independencia, la Constitución de 1824 determinó que debía existir en la capital del Imperio, además de la Relação, una suprema corte. Se denominó a dicha corte Supremo Tribunal de Justiça.
En su sede original, en Río de Janeiro, se llevaron a juicio casos que tuvieron especial relevancia nacional, como la extradición de la mujer del revolucionario Luiz Carlos Prestes, Olga Benário, en pleno régimen de Vargas y aún el Mandato de Seguridad impetrado por el presidente Café Filho, que fuera hospitalizado y tuvo que ausentarse del cargo, pero que producto de una conspiración orquestada por el presidente de la Cámara de Diputados, en ejercicio de la Presidencia, ordenó que tanques del ejército cercaran el hospital donde estaba el presidente, impidiendo su salida y evitando, asimismo, el retorno al ejercicio de su cargo, después de su recuperación.
En la antigua sede pasaron importantes juristas, entre otros Nelson Hungría, Orozimbo Nonato, Hannemann Guimarães, Aliomar Baleeiro.
Con el traslado de la capital federal a Brasilia, el Supremo Tribunal Federal pasó a ocupar el Edificio sede, localizado en la Plaza de los Tres Poderes. Realizó su primera sesión el 21 de abril de 1960. 
La concepción del Edificio sede es del arquitecto Oscar Niemeyer. Actualmente, el STF ocupa el Edificio sede y dos edificios anexos, los Anexos I y II.
Por ser un Tribunal que debe velar por el cumplimento de la Constitución Federal, que tiene como uno de sus principios fundamentales la igualdad de todos, independiente de sexo, raza, color o credo, integraron el STF el ministro Joaquim Barbosa, la primera persona de raza negra en el cargo, y la ministra Ellen Gracie, la primera mujer en ocupar el cargo.

## Atribuciones
Por tratarse de un Tribunal de carácter nacional y por estar compuesto por 11 ministros, sólo puede apreciar aquellas acciones en que el interés de la nación estuviere en juego. Su competencia está descrita en el artículo 102 de la Constitución brasileña.
Las acciones hábiles para realizar la verificación de constitucionalidad de las leyes y normas de acuerdo a la Constitución Federal son: 
- Acción Directa de Inconstitucionalidad (ADIN).
- Acción Declaratoria de Constitucionalidad (ADCON);
- Acción Directa de Inconstitucionalidad por Omisión;
- Representación interventiva, y
- Argumentación de Incumplimiento de Precepto Fundamental (Arguição de Descumprimento de Preceito Fundamental o ADPF).

En sede recursal, la constitucionalidad puede ser apreciada por vía del Recurso Extraordinario, interpuesto ante una vulneración de la Constitución, pero para poder llegar al Tribunal, ha de pasarse por un riguroso filtro, realizado por los Presidentes de los Tribunales de Justicia y Tribunales Federales, y después debe verificarse la admisibilidad del recurso, para darle curso, con el envío de los autos al Suprema Tribunal.
Asimismo, le corresponde procesar y juzgar a sus propios ministros por infracciones penales comunes, al presidente de la República, vicepresidente, a los miembros del Congreso Nacional y al procurador general de la República; las infracciones penales comunes y los delitos funcionarios de los ministros de Estado, de los Tribunales Superiores y del Tribunal de Cuentas de la Unión (Constitución Federal, artículo 102).

## Críticas
Aunque es un tribunal, y por tanto debe velar por la imparcialidad inherente a los órganos judiciales, por tratar los intereses supremos de la nación, se le ha considerado muchas veces como un tribunal influido políticamente debido a que, en diversas ocasiones, la coyuntura política ha orientado las decisiones de sus miembros.